# 时间尽头的每一角落
《时间尽头的每一角落》（英語：Everywhere at the End of Time） 是英国電子音樂人The Caretaker（本名利蘭·柯比（Leyland Kirby））的第十一部錄音作品，內容涵括六張依階段劃分和命名，於2016年至2019年間陸續發行的錄音室專輯。受到2011年專輯《超越這個世界的空虛幸福》的成功激發，柯比製作作為其化名的最後一部主要作品，來摹擬阿茲海默症病患從發病步入死亡的過程。專輯在波兰克拉科夫用了六個月的時間製作及發行，以「給人一種時間流逝的感覺」。專輯封面由柯比友人伊萬·席爾繪製，屬於抽象畫派。
專輯完整版長達六個多小時，呈現出形形色色的情緒並以不間斷的雜訊為特徵。前三個階段的風格類似於《超越這個世界》，但到後三個階段逐漸脫離柯比早期的氣氛音樂作品。這一系列專輯反映出患者記憶的衰退、身心的紊亂，以及彌留之際迴光返照的現象。起初，他擔心會被外界扣上自命不凡的罵名，想打消創作本作的念頭，然而最終柯比對之投入的時間遠超以往。為了推廣系列作，柯比與匿名視覺藝術家Weirdcore合作製作音樂錄影帶。專輯封面曾獲得一家法國藝術展的關注，該展後來以他2019年蒐羅之歷年未公開作品的合輯《每一角落，空虛幸福》命名。
隨著各階段的發行，系列作的名氣水漲船高。《時間盡頭》被視為柯比的代表作，樂評人對作品時長背後的失智症概念萬分感慨，並將之列入2010年代最佳專輯清單。失智症患者的看護亦對作品青眼有加，因其增加年輕一輩對病患的同理心，但亦有醫界人士持批評意見，稱系列作線性的結構不符事實。2020年，系列作演變成網際網路現象，除了在TikTok有數部挑戰一口氣聽完整部作品的影片出現，還有網友將其編譯為节奏游戏《週五放克夜》的模組。

## 背景

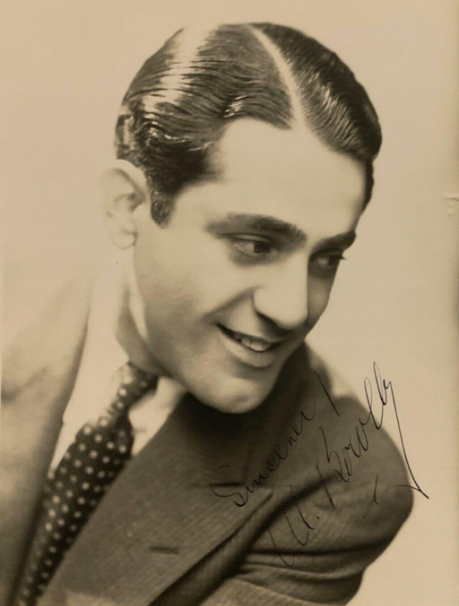
阿爾·鮑利演唱過的大樂團爵士音樂被廣泛取樣於《时间尽头的每一角落》

「The Caretaker」（意為看守人）是本名為利蘭·詹姆士·柯比的英國電子音樂人。他深受電影監製史丹利·庫柏力克1980年作品《鬼店》影響，故在1999年起以片中看守員之角為創作音樂的化名。其於同年推出的首張專輯《鬧鬼舞廳的精選回憶錄》靈感正源自電影結尾的鬧鬼舞廳場景。該專輯瀰漫著氣氛音樂的色彩，並且大量取樣大樂團的唱片，這一手法在他的告別作中得以延續並加以呈現。2005年，他將探索主題轉往記憶喪失，推出總長三小時的《純理論順向失憶症》描寫同名疾病顺行性遗忘症。2008年，《不斷重複的短語》讓The Caretaker這一化名獲得傳媒的關注。
2011年，柯比發行了《超越這個世界的空虛幸福》，其對阿茲海默症的探討備受好評。柯比解釋道，在那之後，他本想將The Caretaker的名字棄之不用，然而「很多人都喜歡《超越這個世界》。所以我問自己，『我能做出不只是《超越這個世界》的翻版嗎？』」柯比覺得剩下要探討的唯一概念是「失智的階段」 。這是柯比第十一次也是最後一次以The Caretaker名義創作音樂；他表示：「我只是看不出來在這之後我還能帶它去哪兒。」 《时间尽头的每一角落》代表著The Caretaker角色本身的「死亡」。

## 音樂與階段
據柯比說明，這六張專輯旨在探討失智症的「演變和整體性」，每一階段均代表患者該段時期的症狀和感受，並附有充滿詩意的描述和曲目標題。凋萎、憂鬱、困惑和抽象的概念貫穿始終。Tiny Mix Tapes寫道，作為看守人的告別作，《時間盡頭》「分秒都搶在往一無所有的路上邁進。」專輯在風格上屬氣氛音樂，具有前衛的實驗概念。音樂雜誌《Fact》指出《時間盡頭》的舞廳風格與蒸汽波的某些子流派之間存在「幽靈學的聯繫」。作家莎拉·諾夫（Sarah Nove）稱讚系列作因存在於虛擬空間中，且價值會隨著人們的參與而不斷改變，故靈光根本無從依附。《Bandcamp Daily》的馬特·米切爾（Matt Mitchell）寫道，系列作以「空靈的宣洩」結束。
系列作對失智症的探討常被拿來與作曲家威廉·巴辛斯基的《瓦解循环》作比較。不過在製作手法有差異的是，後者是以實體唱片為素材呈現其物理上的衰變，而非以電腦軟體做出。柯比稱他欣賞巴辛斯基的作品，但強調《時間盡頭》「不僅僅是崩潰的循環而已，它們是關於它們為什麼會崩潰，以及如何崩潰。」《時間盡頭》的風格也被與另一位電子音樂人Burial類比；為《The Quietus》撰稿的麥特·柯爾昆（Matt Colquhoun）寫道，兩位藝術家「點出21世紀殘破的時局」一些樣本從頭到尾不斷反覆，尤其是阿爾·鮑利1931年翻唱的《心痛》之樣本，並且隨著每一階段都變得更殘破不堪。在最後六分鐘裡，可以聽到來自《鬧鬼舞廳》的歌曲。
隨著各階段的進展，歌曲變得愈加扭曲失真，反映逐漸惡化的病情。前三個階段的爵士風格令人想起《超越這個世界》，帶有來自黑膠唱片和圓筒唱片的循環。階段三的歌曲時長較短，有些甚至只有一分鐘，且通常會避免淡出。後意識階段反映柯比渴望「深究完全的混亂，一切都開始崩潰」的景況。倒數第二個階段的音樂呈現一片混沌，代表患者對現實的感知改變。最後一個階段由持續長音組成，刻劃受苦者心靈的空虛。末尾以風琴、合唱與近一分鐘的靜默哀悼死亡。Pitchfork的邁爾斯·鮑伊（Miles Bowe）寫道，後半階段與柯比其他氣氛作品的區隔是「以嶄新且令人惶恐不安的方式發展其聲音」，柯比亦指系列作「較多是關於最後三個（階段）而不是前三個。」布鲁姆斯伯里出版社在《声音人类学布鲁姆斯伯里手册》中，将后面几个阶段形容为“沐浴在起回声的雾气中，含混的追忆构成的剪贴画，让人迷失方向”，将它们同失歌症及其对乐感记忆的影响相联系起来。

### 1–3阶段
第一阶段也被描述为记忆衰退的最初标志，是最接近“一段美丽的白日梦”的阶段。在发行的黑胶唱片上，刻有“终生难忘的回忆（Memories That Last a Lifetime）”字样。与《超越這個世界的空虛幸福》相同，第一阶段以20世纪20年代和30年代的唱片开场秒数为特色，大部分内容都是循环的。其采样通过音高改变、混响、泛音、黑胶唱片裂纹等手段进行了做旧处理，听上去更有年代感。这张专辑的诗意歌名唤起了一系列情绪，如《Into each other's eyes（勿忘我）》这样的名字，有时被解释为病人的浪漫回忆；诸如《We Don't Have Many Days（我们时日无多）》这样更不祥的歌名，则暗示病人意识到了自己将死的命运。这张专辑在Caretaker乐队的作品中已算比较欢快，但一部分欢快的大乐团曲段的作曲，要比其他相对更阴暗的部分更加失真。一位评论家将其与库布里克的《大开眼戒》（1999）和电影制片人伍迪·艾伦的作品相对比，精确指出了与本专辑相比，库布里克电影的“优雅”和艾伦作品对于戏剧性的狂热。

第二阶段被描述为“自知什么地方出了问题，且拒绝接受这一点”。同第一阶段的欢乐氛围相比，柯比认为这一阶段反映的病人有了“情绪上的巨大变化”。这张专辑掺杂了更多情绪性的音色，采样也更加忧郁、堕落，带有更多单调的低音。其来源的特点是更多的突然结束，给人一种鬼魂的氛围。这张专辑的歌名，如《Surrendering to Despair（向绝望投降）》和《Last Moments of Pure Recall（纯粹回忆的最后时刻）》反映了患者对自己失调的感知及相伴的悲痛感，最后一首歌的歌名《The Way Ahead Feels Lonely（寂寞之路）》直接取自萨利·马格努松一本关于痴呆症的书。歌曲时长更长，循环次数更少，但音质上更加失调，标志着患者意识到自己记忆中的错误，并由此产生否认的感觉。柯比将第二阶段所反映的患者描述为“可能会比他们平时尝试得、回忆得更多更频繁”；第一首歌的歌名《A Losing Battle Is Raging（此役必败）》反映了第一、第二阶段之间的过渡。

第三阶段被描述为患者正在经历“在完全卷进困惑、灰色迷雾形成并消逝之前，一些最后的连贯记忆”。来自《超越这个世界的空虚幸福》等其他作品的采样以类似于水下的音色回归，描绘出患者日渐增长的绝望，以及试图留住记忆的挣扎。其他阶段的曲子大都以减弱结束，而本专辑则普遍以突然中断的形式收尾。歌名更加抽象，混合了前两个阶段的歌名和《超越这个世界的空虚幸福》的歌名，创造出诸如《Hidden Sea Buried Deep（地心海洋）》、《To the Minimal Great Hidden（对最小的伟大的隐藏）》和《Drifting Time Misplaced（时间飘逸迷乱）》等标题。专辑关注患者的知觉，是系列中与《超越这个世界的空虚幸福》最相似的部分。柯比解释说，第三阶段“是一个还算幸福的阶段，你没有意识到你实际上已经得了痴呆症”。专辑最后几首曲子尚带有依稀可辨的旋律，尽管有些几乎已经失去了旋律的特征；柯比认为第三阶段表示“在我们进入‘后意识（Post-Awareness）阶段’之前最后的意识的余烬”。
第一阶段的第一首曲子《It's Just a Burning Memory（记忆如烬）》引入了来自阿爾·鮑利《Heartaches（痛心）》的采样，其音色、旋律逐渐崩解的过程贯穿整个系列；据柯比所言，保利是乐队所采样的“主要人物之一”。在第二阶段第三首曲子《What Does It Matter How My Heart Breaks（何谓幻灭）》中，重新用到的《Heartaches（痛心）》带有一种冷漠的风格。在柯比听来，采样的这个版本同第一阶段的截然不同，带有强烈的消沉感。第三阶段的第二首歌《And Heart Breaks（然后心碎）》包含《Heartaches（痛心）》最后一版可辨采样，所用的号音色变得更像白噪音。包含《Heartaches（痛心）》采样的曲子，其曲名来自采样的歌词，这进一步诠释了记忆的主题。

### 4–6阶段
第四阶段被描述为“回忆单独一段记忆的能力被困惑与恐惧所取代”的阶段。其风格与前三个阶段截然不同，更接近噪声音乐。第四阶段标志着“后意识（Post-Awareness）阶段”的开始，它的四首曲子占据了整个黑胶唱片面。G1、H1、J1题为《Post Awareness Confusions（后意识阶段无限的困惑）》，Bowe觉得是一种临床症状名称；I1题为《Temporary Bliss State（瞬时而去的极乐天国）》。难辨的旋律引入了一种超现实的视角，一些评论家认为这是为观众准备了下两个阶段的部分内容。大部分编曲忽视了前面阶段的风格，更加歪曲难识。H1的一部分，又名“Hell Sirens（地狱警笛）”，包含一段Hazelwood称作“整个系列最恐怖的几段音乐之一”的号角采样。《Temporary Bliss State（瞬时而去的极乐天国）》更冷静些，音色更加空灵超脱。本专辑的氛围同实验音乐家Oval的专辑《94 Diskont》（1995）相近，Hazelwood称第四阶段的“听觉恐怖”乃代表着“旋律与记忆的回声”。

第五阶段被描述为“更极端的纠缠、重复及断裂，可以让位给较为平静的心境”。本专辑进一步扩展了其噪声的影响，与秋田昌美和约翰·维斯的曲子有同工之妙：可辨的旋律丧失了特征，被重叠的采样所取代。Hazelwood将其解释为“音频形式的交通堵塞”，并将其与充斥β淀粉样蛋白的神经元相联系。本专辑的风格与之前阶段相比有了更大的变化，所用片段的音量有时减小到耳语级别。据Falisi所说，这在感知上缺乏放松；与第一阶段不同，第五阶段展现的是完全的混乱与失调。专辑运用了整个系列出现的绝大部分人声片段，还包括可辨识的英语歌词：在歌曲结尾部分，一个男人致辞道“下面这个节目是詹姆斯·菲茨杰拉德（James Fitzgerald）先生的曼陀林独奏”。与第四阶段相近，第五阶段的曲名同样像是临床症状，采用了老年斑、神经纤维缠结、突触、逆生假说等神经生物学术语；Hazelwood认为，《Advanced Plaque Entanglements（恶化的神经纤维结）》《Sudden Time Regression Into Isolation（忘却时间）》是在记录痴呆症的“去人性化”过程。

第六阶段的描述只有短短一句话：“后意识阶段6没有描述”。于UWIRE任职的Esther Ju认为第六阶段是整个系列最值得解释的一张专辑，但“大多数人会把它描述为虚空的声音”。第五阶段尚有小段乐器和谈话声，第六阶段则像是溺死，空虚的编曲中回荡的仅有嘶嘶声和破裂声，Hazelwood解释为是在描绘患者的冷漠。它常包含声音拼贴，音乐还能听得见但非常遥远。其歌名不再有临床症状名称的色彩，而更多是情绪化的短语，如《A Confusion So Thick You Forget Forgetting（空无）》《A Brutal Bliss Beyond This Empty Defeat（绝望的极乐）》。这也是音色上距离《超越这个世界的空虚幸福》最遥远的专辑，描绘了强烈的焦虑。柯比在第六阶段专辑发布后，在Youtube的完整版视频下评论道：“感谢多年来的支持。愿舞厅永存。C'est fini。”
最后一曲《Place in the World Fades Away（世界逝去之地）》以管风琴的持续低音为特色，与2014年电影《星际穿越》的原声带相似。最终留声机针头音色取代了管风琴音色。《时间尽头的每一角落》最后6分钟的全系列高潮，有着清晰可闻的合唱声，采样自老旧破损的黑胶唱片。这引发了各路评论家的不同解释，最为评论家和医学家接受的理论是，这代表着回光返照，即患者在死前短暂地体验到清醒的现象。Falisi认为这是患者的灵魂正在移动到死后生命。歌曲最后6分钟采样自巴赫《路加受难曲》中的男高音咏叹调“Lasst Mich Ihn Nur Noch Einmal Küssen（就让我亲他最后一次）”。一位评论家认为，Caretaker由此创造了一个“圆满的结局”。最后1分钟以完全的寂静收尾，象征着患者的死亡。

## 创作
柯比在他克拉科夫的公寓里用“专门为创作音乐而设计”的电脑创作了《时间尽头的每一角落》。他在创作第一阶段时动用了职业生涯中最多的音轨。专辑是在发布之前一年创作出来的；第三阶段的制作始于2016年9月，第六阶段则始于2018年5月。柯比认为，前三个阶段有着“细微但关键的差异”，“基于处在那种状况的人的情绪和意识产生的感觉”展现了相对统一的风格。柯比希望由Andreas“Lupo”Lubich完成的母带处理过程能做到“全程统一的声音”。他说，一种作曲策略是用所采样歌曲的专辑封面，将特定的情感信息同每首歌曲联系起来。柯比在创作《超越这个世界的空虚幸福》时需要购买实体唱片，而创作《时间尽头的每一角落》时则是在网上找到了大多数采样，他评论道：“现在一首歌你能找到十个版本。”柯比指出，第一阶段的曲子只循环播放较短的采样片段，第二阶段则会播放整个采样，第三阶段整体的风格与《超越这个世界的空虚幸福》最为接近，柯比认为前三个阶段就算随机播放，风格也很统一。在第三、四阶段发行之间，柯比宣布他正在搬家，移动工作室。
柯比的创作更多着眼于后三个阶段；他想将他所谓“可听的混沌”创造出来。柯比后来说，创作第四阶段时，他才意识到后三个阶段“要从后意识患者的视角去制作”。柯比将其冠名为“后意识”，因为此时患者已经不再能意识到自己的失调了。柯比还说自己在创作后三个阶段时感到了压力：“我给一个阶段收尾，掌握另一个阶段，还要开始第三个阶段。”为第四、五阶段编曲时，柯比称自己写了200余小时的音乐，并“和着情绪编曲”。The Believer杂志的记者兰顿·贝茨（Landon Bates）将第四阶段与作曲家约翰·凯吉的作品《Radio Music》（1956）相对比，柯比认为凯吉的作品带有偶然音乐—带随机元素的音乐—的特征，启发了他后面阶段的创作。他说第四阶段到第五阶段发生了“明显的变化”，写道“这不是直接的，但它是一个关键的症状”。据柯比所说，最终阶段的创作是最困难的，一是由于大众的期待，二是因“前五个阶段的重量现在全部压到这个上来了”。

## 艺术作品和封面
《时间尽头的每一角落》的专辑封面是柯比的老朋友伊万·席尔创作的极简主义抽象油画。主题随着阶段的发展变得不那么容易辨识；每张画都呈现一个单一的主体，无字。Tiny Mix Tapes将第一阶段的封面《挨打后皱眉（Beaten Frowns After）》列入他们选评的2016年和2010年代最佳专辑封面列表。有人将柯比和席尔进行了比较：两人均是英国人，有着相似的艺术创作方式。席尔依着记忆画画，说：“艺术总是从记忆出发。”

前三张封面的标题分别是《挨打后皱眉（Beaten Frowns After）》（2016）、《在哈特宁斯佩尔的Pittor Pickgown（Pittor Pickgown in Khatheinstersper）》（2015）、《女巫（Hag）》（2014）。《挨打后皱眉》的画面展示的是在空旷的水平面上一个展开的灰色卷轴，褶皱类似于大脑的脑回，《Teen Ink》的编者Sydney Leahy将其比作病人对疾病发展的认识。《在哈特宁斯佩尔的Pittor Pickgown》则描绘了在抽象的烂石花瓶中4朵枯萎的花。《女巫》展示的是扭曲到极致的海带目植物，Tiny Mix Tapes的Sam Goldner将其描述为“一个花瓶溢出的无序涟漪”。
后三张封面的标题分别是《镀金护肩（Giltsholder）》（2017）、《思考问题能力下降（Eptitranxisticemestionscers Desending）》（2017）、《内克托米戈德（Necrotomigaud）》（2018）。《镀金护肩》是第一幅呈现人形的作品，是一个蓝绿色的半身像，面部特征无法辨认。据Goldner所言，从远处看这人形似乎在微笑；Leahy将其解释为病人缺乏识人能力的表现。《思考问题能力下降》展示的主体最抽象，评论家称其是一个女人或者一个类似大理石的台阶。Hazelwood将其解释为患者的意识的表现：尽管它经历过许多，但现在已然辨无可辨了。《内克托米戈德》展示的是一块画板，上面用蓝色胶带贴出一个正方形，反映了第六阶段的情感空虚。
席尔的画作和Caretaker的音乐在2019年法国FRAC Auvergne公司举办的“Everywhere, an Empty Bliss（每一角落，空虛幸福）”艺术展上展出，专辑封面的名字也被列出。当年早些时候，席尔的画作也在“Cukuwruums”展览中出现在柯比的一场演出附近。2018年，当被问及为何专辑的网页配文详细解释了概念，而物理包装的则无如此介绍时，柯比说席尔的画作对每个阶段来说都很重要，他很高兴柯比用它们作为专辑封面。柯比在写道他们互相重叠的艺术理念时说，两者“以一种伟大的方式互相碰撞交融”。他认为，附上内页说明会分散听众对席尔的封面的注意，因而将其放在数字页面上，保留给“走得深些”的听众。

## 发行与宣传
柯比最初想的是压根不发行《每一角落》。第一阶段的专辑发行前的6个月，他曾向其他人谈起这个想法，解释说“想确保这专辑不会被解释成这种高深莫测、自命不凡的主意。”专辑分在4年发行：第一阶段发行在2016年，2、3阶段发行在2017年，4、5阶段发行在2018年，第六阶段发行在2019年。据柯比所说，他推迟发行是想给听众“带来一种时光流逝的感觉”。虽然他关心成为社会问题的痴呆症，但柯比说这种病并没有“在个人层面上”影响他，“与其说是害怕，不如说是痴迷”。他指出，每个痴呆症患者的经历都是独特的，同样他的描述“只对Caretaker来说是独特的”。柯比说，他对Spotify的批评和“大企业及流媒体服务对音乐价值的不断贬低”，使得他的音乐无法上线Spotify。
各个阶段都是对特定症状的艺术反映，这些症状在不同形式的痴呆症的发展过程中都是常见的。
2016年9月22日发行第一阶段的专辑时，柯比公布了这个系列的概念：“向完全失忆的深渊坠落”的、揭示“恶化、损失与瓦解”的专辑。一些评论家对声明感到困惑：The Fader的Jordan Darville和Tiny Mix Tapes的Marvin Lin直接写文攻击，称柯比患有早发性痴呆。柯比澄清说他本人没有痴呆症，而只有Caretaker这个“人格”有痴呆症，事后两家刊物都编辑了文章。他说，“任何[混淆]都不是故意的”。在他发布第三阶段专辑的同一天，柯比还以自己的名字发布了《我们厌倦了生活中的黑暗》。发行第五阶段的专辑时，柯比的新闻稿将该系列的进展与当时正在进行的英国脱欧进程相提并论。Caretaker的最后一张专辑《每一角落，空虛幸福》（2019）与第六阶段专辑一同发布，最初为《时间尽头的每一角落》所用作品的合辑。
匿名视觉艺术家怪核（Weirdcore）为前两个阶段创作了MV，都上传到柯比的Youtube频道vvmtest。它们应用了延时等效果。怪核以为环境音乐人艾费克斯双胞胎创作视觉环境而闻名。柯比说视觉效果对他的音乐来说也很重要，并称其为“他界”。2020年，Youtube 上一个名为“[−0º]”的视频将怪核的视觉效果与柯比的音乐编辑在一起，并被Fact选为年度最佳视听作品之一。截至2025年4月10日，vvmtest频道没有上传后四个阶段的官方MV。

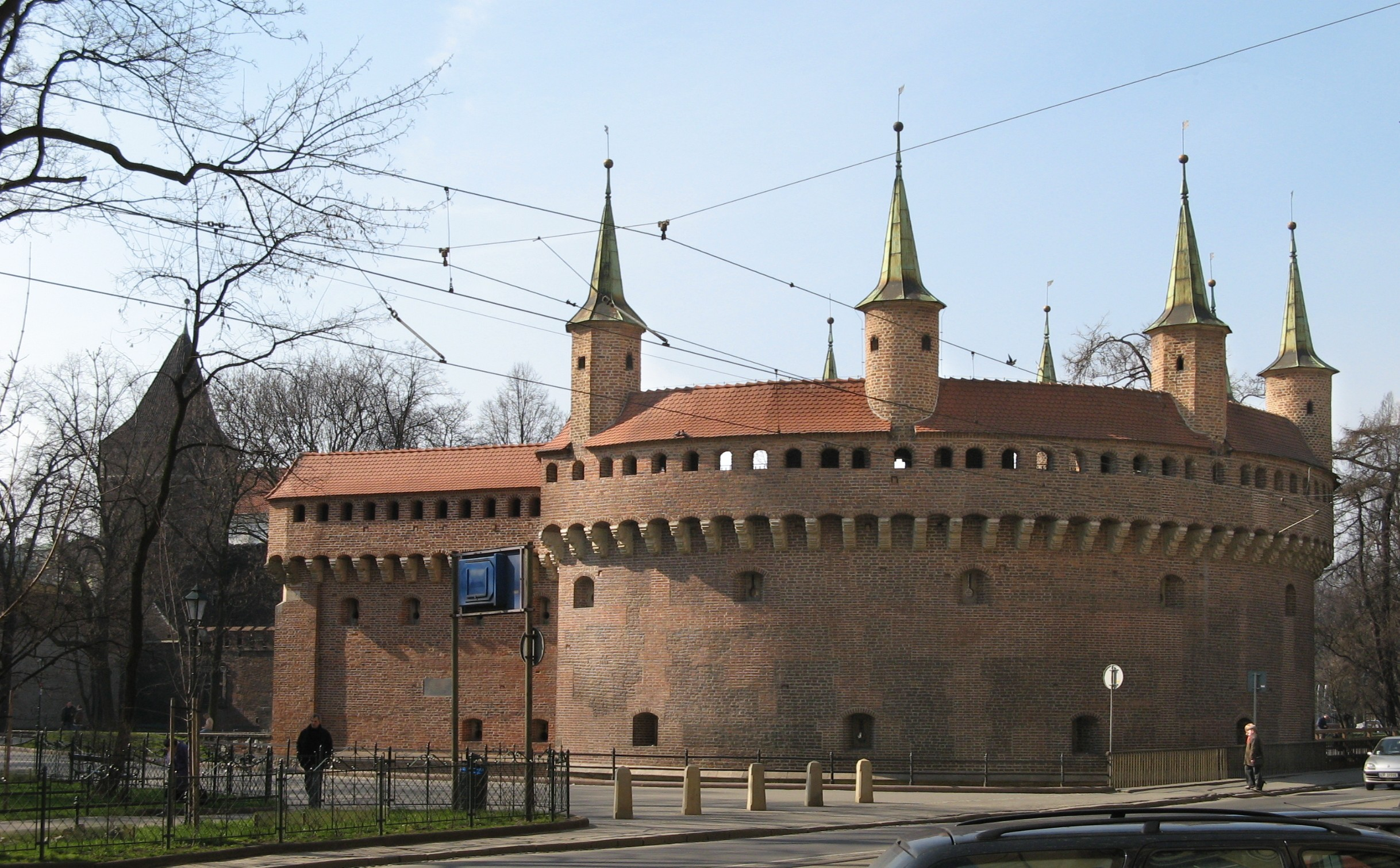
克拉科夫瓮城，2017年柯比的演出地点

2017年12月，柯比在波兰克拉科夫瓮城为Unsound音乐节演出。这是他2011年以来第一次参加音乐节，以席尔的画作和怪核的视觉效果为特色。MV将在Caretaker的后续演出中全程呈现。2018年3月，柯比现身于法国巴黎的Festival Présences électronique，并演奏了Tino Rossi的《Ce Soir（今夜）》（1944）。他还参加了2019年5月波兰克拉科夫的Unsound“团结”演出。2020年4月，柯比本应出席在荷兰海牙举办的“[Re]setting”Rewire音乐节，但受2019冠状病毒病疫情影响而取消。柯比在Rewire音乐节上的采访和表演定于2023年4月6–10日在海牙举行。柯比于2022年5月7日出演了于克雷姆斯河举办的多瑙河音乐节，预计将于6月3日出演巴塞罗那春之声音乐节。此前柯比曾对是否出演而犹豫不决，而现在则会让每场演出都成为“一场从混乱中获得意义的战斗”。他补充说，怪核会使席尔的画作“活起来”，视觉艺术也在探索让观众“感到不舒服”的想法。

## 评价
| 評論得分         | 評論得分                                                                      |
| 來源             | 評分                                                                          |
| ---------------- | ----------------------------------------------------------------------------- |
| AllMusic         | （阶段1–3） · （阶段4–6）                                                     |
| Ondarock         | 9/10 （阶段1） 8/10 （阶段6）                                                 |
| Pitchfork        | 7.3/10 （阶段1） 7.9/10 （阶段4）                                             |
| Resident Advisor | 4.3/5 （阶段6）                                                               |
| Tiny Mix Tapes   | 4/5 （阶段1） 3.5/5 （阶段2） 4.5/5 （阶段4） 3.5/5 （阶段5） 4.5/5 （阶段6） |

《时间尽头的每一角落》随时间推移收获了越来越多的积极反应，一位评论家推测，柯比对《空虚幸福》主题的扩展是由于这种概念“超出了40多分钟的专辑的容量”。2021年3月，它在柯比用来发布实体唱片的平台Boomkat上登顶畅销榜。截至2025年4月10日，它仍是Bandcamp上最有人气的黑暗环境专辑之一。一开始，柯比为回应“现代即时反应文化”说：“这些部分循环用是有原因的……以后什么时候就清楚了。”
前三个阶段因其对痴呆症的描述受到批评。Pitchfork撰稿人Brian Howe表示，第一阶段可能包含一种对精神疾病的浪漫化，甚至是剥削性的看法。他发现柯比的描述并不准确：“我亲眼看着[自己的]祖母在生命最后十年里屈服于这种疾病，而这根本就不是什么‘美丽的白日梦’。”Tiny Mix Tapes的Pat Beane认为第一阶段是“The Caretaker的歌里听上去最愉悦的”，而Falisi觉得第二阶段既不是“腐朽或美丽”也不是“确诊或治疗”。2021年，Hazelwood将第三阶段描述为柯比的默认“工具箱”，但认为这些“对旅程至关重要”；而前三个阶段总体而言“容易消化”“太快了”“如果没有这些阶段和它们带来的舒适感，到第四阶段的对比就不会如此强烈。”
最后三个阶段对痴呆症的描写公认更佳。Pitchfork撰稿人Miles Bowe认为第四阶段避免了“苍白浪漫化的风险”，Goldner觉得这张专辑“打破了循环”，但《Temporary Bliss State（瞬时而去的极乐天国）》一曲不是“真痴呆”。Falisi在回复Goldner时对第五阶段提出了批评，认为循环是“从绞盘上（无休止地）展开，堆起来直到形成新形状”。他把这张专辑的声音描述为“缺失的不可思议的窒息”，并称：“如果那东西（记忆）已经消失了，为什么我还能感觉到它？”对第六阶段的描述从“以令人痛苦的慢动作呈现的精神崩解”到“其痛苦超越这个宇宙”。评论家常常额外赞美第六阶段，有人称其是“令人瞠目结舌的声音艺术作品”“有独特的力量”。
评论家们也注意到了整个系列唤起的“发人深省”的感觉。Tiny Mix Tapes的Dave Gurney称其“令人不安”，而Hazelwood则说它的音乐“让你难以忘怀。它的旋律让人困扰，富有感染力。”Luka Vukos在他为博客HeadStuff所作的评论中认为，该系列的“同理心机器（empathy machine）”“不以文字为特征”，其力量“在于柯比将黑胶唱片与最现代化的数字会意与操纵模式相结合”。Simon Reynolds曾给柯比早期的音乐写过文章，他说The Caretaker“把名字起成这样，是因为在这个系列中，他自己就像个负责临终关怀的声音护士。……标题往往令人心碎，往往比那些评论家更好地点出了音乐的主题。”

### 获奖
在The Quietus和Tiny Mix Tapes的年终榜单上《时间尽头的每处角落》出现得最多。后者对除第三阶段外的每张专辑都给出了评价，并给第一、四、六阶段授予“尤里卡奖”，即“探索噪音与音乐的界限”和“值得细细斟酌”的专辑。Resident Advisor将第六阶段列入其2019年的最佳专辑列表。Quietus撰稿人Maria Perevedentseva选择《We Don't Have Many Days（我们时日无多）》作为2016年的最佳歌曲之一；第五阶段后来被列入该杂志2018年9月的最佳音乐列表。第六阶段被评为该网站当周的“先锋评论”和2019年最佳的“杂项”音乐出版物。
| 专辑     | 年份 | 出版物                   | 排名类型 | 名次 | 参考    |
| -------- | ---- | ------------------------ | -------- | ---- | ------- |
| 第一阶段 | 2016 | The Quietus              | 年末     | 16   | [ 115 ] |
| 第一阶段 | 2016 | Tiny Mix Tapes           | 年末     | 35   | [ 116 ] |
| 第二阶段 | 2017 | The Quietus              | 季末     | 88   | [ 117 ] |
| 第三阶段 | 2017 | The Quietus              | 年末     | 39   | [ 118 ] |
| 第四阶段 | 2018 | Tiny Mix Tapes           | 年末     | 26   | [ 119 ] |
| 第四阶段 | 2018 | The Quietus              | 季末     | 37   | [ 120 ] |
| 第五阶段 | 2018 | The Quietus              | 年末     | 45   | [ 121 ] |
| 第六阶段 | 2019 | The Quietus              | 季末     | 59   | [ 122 ] |
| 第六阶段 | 2019 | Obscure Sound            | 年末     | 19   | [ 4 ]   |
| 第六阶段 | 2019 | Ondarock                 | 年末     | 38   | [ 123 ] |
| 第六阶段 | 2019 | Il Giornale della Musica | 年末     | 12   | [ 124 ] |
| 1–6阶段  | 2019 | A Closer Listen          | 年代末   | 4    | [ 125 ] |
| 1–6阶段  | 2019 | Tiny Mix Tapes           | 年代末   | 41   | [ 110 ] |
| 1–6阶段  | 2019 | Ondarock                 | 年代末   | 42   | [ 126 ] |
| 1–6阶段  | 2019 | Spex                     | 年代末   | 133  | [ 127 ] |
| 4–6阶段  | 2019 | The Wire                 | 年末     | 35   | [ 128 ] |

## 影响
《时间尽头的每一角落》被少数人认为是2010年代最好的系列专辑，一些评论家和音乐家认为是柯比的杰作。一位评论家特别指出第五阶段，即最混乱的阶段，引领听众反思患上痴呆症的感觉。《每一角落》的概念化也得到了好评：The Vinyl Factory认为其对痴呆症的描述“富有感情”，《{[时尚 (Vogue)|时尚]]》的Corey Seymour描述其为“改变人生的”。Tiny Mix Tapes的编者Jessie Dunn Rovinelli称，第六阶段“老套”的结局给人以“他的概念想拒绝，但我们腐朽、悲观的思想想实现的释放”。2017年，受Caretaker启发，有老年亲属罹患痴呆症的蒸汽波艺术家粉丝们制作并发行了100轨专辑《Memories Overlooked（被忽视的记忆）》。《每日纪事报》编者Darren McGarvey声称，他听完《每一角落》之后“被一种深深的感激之情所震撼”，这是“一件适当的艺术品的力量”。Cole Quinn称《每一角落》是史上最伟大的专辑。
2020年1月，Youtube用户Solar Sands发布了视频“Can You Name One Object In This Photo?（你知道这张照片里任何东西的名字吗？）”，对席尔创作的专辑封面进行了进一步探索，截至2025年4月10日已经收获了超过350万播放量。当年10月，社交平台TikTok上的用户因全系列专辑的长度提出了一个“一口气听完《每一角落》”的挑战。柯比从系列视频Youtube播放量的剧增（截至2025年4月10日2200万）中知道了这一现象，其中只有约12%来自平台的推送算法，通过搜索标题而来的播放量占比超过50%。YouTuber A Bucket of Jake在一段视频中讨论《每一角落》受欢迎的原因，称这个系列是“我听过的最黑暗的专辑”。这个系列现在经常出现在Bandcamp的环境音乐推荐中。
一些TikTok用户创作了该系列的creepypasta虚构故事，声称它能治愈病人，或者说，它介绍了痴呆症的部分症状。这些说法引发了一些负面的反响，有人认为这冒犯了病人。不过柯比却不这么认为，他觉得该系列可以让青少年“了解痴呆症患者可能面临的症状”。The Vinyl Factory的Lazlo Rugoff发现TikTok现象为柯比的音乐吸引来了“预料之外的受众”，这些专辑是他们“理解痴呆症的载体”。后来《每一角落》被TikTok美国音乐主编William Gruger发掘，在给《综艺》杂志的报告中称之为小众作品的“意外成功”。脱胎自该系列的迷因活跃于整个2020年代初，与2019冠状病毒病疫情及其在青少年身上引发的心理健康问题时期相一致。
2021年，《每一角落》在节奏游戏《周五放克夜》（2020）的模组社区中获得了一定关注。电子竞技团体Gamurs的Wren Romero将《Everywhere at the End of Funk（放克尽头的每一角落）》的描述改成了“所有FNF模组中最独特的体验之一”。该系列与后室的主题也相当契合，它是一个无尽而空旷的办公空间的creepypasta。评论家Silvia Trevisson称他们对荒谬的精神状态的描写十分相似，也是《每一角落》能有如此人气的原因之一。
2022年，Kane Pixels发布的Youtube视频“Found Footage（发现足迹）”大火，使后室现象获得了大量关注。互联网对这种视频非常着迷，很快出现了大量模仿者。这类视频往往配以令人毛骨悚然的音乐，如Ink Spots的“I Don’t Want To Set The World On Fire（我不想让世界燃起火焰）”，以及柯比专辑的片段。最知名的是第一首“It’s Just a Burning Memory（记忆如烬）”。截至目前，由于后室、怪核等具有怪奇色彩的亚文化在互联网以视频形式广泛传播，《每一角落》里的音乐作为怪奇视频的常用bgm，也逐渐为越来越多的网友所知晓。

### 医学界的反应
在神经学研究团体中，《时间尽头的每一角落》被认为带来了一种积极的影响。痴呆症护理教育组织主席Brian Browne说，柯比对痴呆症的音乐化描写“真的很有意义”。他赞扬了该系列新发现的关注，因为“它产生了所需的共鸣”。爱荷华州立大学一名研究人员发现，该系列作品展现了阿尔茨海默症“令人不寒而栗的事实”，突出了从平静到混乱的逐步发展。法国神经心理学家Hervé Platel部分肯定了柯比的工作，称赞了《每一角落》的艺术化手法和对痴呆过程的忠实呈现。但他也批评说，该系列给人以记忆是一种线性系统的印象。

## 曲目列表
改编自Bandcamp曲目列表。总时长及注释摘自柯比在Youtube上上传的1–3阶段、4–6阶段及完整版视频。汉语译名仅供参考。
| 第一阶段 | 第一阶段                                                 | 第一阶段 |
| 曲序     | 曲目                                                     | 时长     |
| -------- | -------------------------------------------------------- | -------- |
| 1.       | A1 – It's Just a Burning Memory（记忆如烬）              | 3:32     |
| 2.       | A2 – We Don't Have Many Days（我们时日无多）             | 3:30     |
| 3.       | A3 – Late Afternoon Drifting（日暮漂流）                 | 3:35     |
| 4.       | A4 – Childishly Fresh Eyes（孩童时光）                   | 2:58     |
| 5.       | A5 – Slightly Bewildered（些许困惑）                     | 2:01     |
| 6.       | A6 – Things That Are Beautiful and Transient（昙花一现） | 4:34     |
| 7.       | B1 – All That Follows Is True（必须承认）                | 3:31     |
| 8.       | B2 – An Autumnal Equinox（秋分之时）                     | 2:46     |
| 9.       | B3 – Quiet Internal Rebellions（由内击破）               | 3:30     |
| 10.      | B4 – The Loves of My Entire Life（终身挚爱）             | 4:04     |
| 11.      | B5 – Into Each Others Eyes（勿忘我）                     | 4:36     |
| 12.      | B6 – My Heart Will Stop in Joy（快樂將止）               | 2:41     |
| 总时长： | 总时长：                                                 | 41:18    |

| 第二阶段 | 第二阶段                                                 | 第二阶段 |
| 曲序     | 曲目                                                     | 时长     |
| -------- | -------------------------------------------------------- | -------- |
| 13.      | C1 – A Losing Battle Is Raging（此役必败）               | 4:37     |
| 14.      | C2 – Misplaced in Time（时间错位）                       | 4:42     |
| 15.      | C3 – What Does It Matter How My Heart Breaks（何谓幻灭） | 2:37     |
| 16.      | C4 – Glimpses of Hope in Trying Times（希望渺茫）        | 4:43     |
| 17.      | C5 – Surrendering to Despair（向绝望投降）               | 5:03     |
| 18.      | D1 – I Still Feel As Though I Am Me（仍感自知）          | 4:07     |
| 19.      | D2 – Quiet Dusk Coming Early（早早到来）                 | 3:36     |
| 20.      | D3 – Last Moments of Pure Recall（最後回想）             | 3:52     |
| 21.      | D4 – Denial Unravelling（面對現實）                      | 4:16     |
| 22.      | D5 – The Way Ahead Feels Lonely（寂寞前路）              | 4:15     |
| 总时长： | 总时长：                                                 | 41:48    |

| 第三阶段 | 第三阶段 | 第三阶段 |
| 曲序     | 曲目 | 时长     |
| -------- | --- | -------- |
| 23.      | E1 – Back There Benjamin（回来吧本傑明）                                                                    | 4:14     |
| 24.      | E2 – And Heart Breaks（心碎了）                                                                             | 4:05     |
| 25.      | E3 – Hidden Sea Buried Deep（地心海洋）                                                                     | 1:20     |
| 26.      | E4 – Libet's All Joyful Camaraderie（利貝特的快乐友谊）                                                     | 3:12     |
| 27.      | E5 – To the Minimal Great Hidden（对最小的伟大隐藏）                                                        | 1:41     |
| 28.      | E6 – Sublime Beyond Loss（超越损失的昇华）                                                                  | 2:10     |
| 29.      | E7 – Bewildered in Other Eyes（祂之困惑）                                                                   | 1:51     |
| 30.      | E8 – Long Term Dusk Glimpses（长昏已至）                                                                    | 3:33     |
| 31.      | F1 – Gradations of Arms Length（臂力分级）                                                                  | 1:31     |
| 32.      | F2 – Drifting Time Misplaced（飘逸迷乱）（在柯比上传的第三阶段Youtube视频中标题为“Drifting Time Replaced”） | 4:15     |
| 33.      | F3 – Internal Bewildered World（为之困惑）                                                                  | 3:29     |
| 34.      | F4 – Burning Despair Does Ache（燃烧的绝望确实很痛）                                                        | 2:37     |
| 35.      | F5 – Aching Cavern Without Lucidity（如此痛苦，如此寡寞）                                                   | 1:19     |
| 36.      | F6 – An Empty Bliss Beyond This World（超越这个世界的空虚幸福）                                             | 3:36     |
| 37.      | F7 – Libet Delay（利貝特断层）                                                                              | 3:57     |
| 38.      | F8 – Mournful Cameraderie（我已独去）                                                                       | 2:39     |
| 总时长： | 总时长： | 45:29    |

| 第四阶段 | 第四阶段                                               | 第四阶段 |
| 曲序     | 曲目                                                   | 时长     |
| -------- | ------------------------------------------------------ | -------- |
| 39.      | G1 – Post Awareness Confusions（后意识阶段无限的困惑） | 22:09    |
| 40.      | H1 – Post Awareness Confusions（后意识阶段无限的困惑） | 21:53    |
| 41.      | I1 – Temporary Bliss State（瞬时而去的极乐天国）       | 21:01    |
| 42.      | J1 – Post Awareness Confusions（后意识阶段无限的困惑） | 22:16    |
| 总时长： | 总时长：                                               | 1:27:19  |

| 第五阶段 | 第五阶段                                                 | 第五阶段 |
| 曲序     | 曲目                                                     | 时长     |
| -------- | -------------------------------------------------------- | -------- |
| 43.      | K1 – Advanced Plaque Entanglements（第五阶段无限的混乱） | 22:35    |
| 44.      | L1 – Advanced Plaque Entanglements（第五阶段无限的混乱） | 22:48    |
| 45.      | M1 – Synapse Retrogenesis（逆生退化）                    | 20:48    |
| 46.      | N1 – Sudden Time Regression into Isolation（忘却时间）   | 22:08    |
| 总时长： | 总时长：                                                 | 1:31:19  |

| 第六阶段 | 第六阶段                                                   | 第六阶段 |
| 曲序     | 曲目                                                       | 时长     |
| -------- | ---------------------------------------------------------- | -------- |
| 47.      | O1 – A Confusion So Thick You Forget Forgetting（空无）    | 21:52    |
| 48.      | P1 – A Brutal Bliss Beyond This Empty Defeat（绝望的极乐） | 21:36    |
| 49.      | Q1 – Long Decline Is Over（终将归首）                      | 21:09    |
| 50.      | R1 – Place in the World Fades Away（世界终结之地）         | 21:19    |
| 总时长： | 总时长：                                                   | 1:25:56  |

## 制作人员名单
摘自Youtube 的鸣谢信息。
- 利兰·柯比（Leyland Kirby） – 制作人
- 伊万·席尔（Ivan Seal） – 美工
- 安德烈亚斯·卢比希（Andreas Lubich） – 母带

## 发行历史
全部由唱片公司History Always Favours the Winners发行。
| 日期           | 形式            | 目录编号           | 参考    |
| -------------- | --------------- | ------------------ | ------- |
| 2017年10月12日 | 3层 CD 数码下载 | HAFTWCD0103        | [ 156 ] |
| 2019年4月7日   | 3层LP           | HAFTW025026027-SET | [ 157 ] |
| 2021年2月11日  | 3层LP           | HAFTW025026027-SET | [ 158 ] |
| 2021年5月21日  | 3层LP           | HAFTW025026027-SET | [ 159 ] |

| 日期          | 形式           | 目录编号           | 参考    |
| ------------- | -------------- | ------------------ | ------- |
| 2019年3月14日 | 4层CD 数码下载 | HAFTWCD0406        | [ 160 ] |
| 2020年9月23日 | 4层CD 数码下载 | HAFTWCD0406        | [ 161 ] |
| 2021年11月3日 | 4层CD 数码下载 | HAFTWCD0406        | [ 162 ] |
| 2022年1月3日  | 4层CD 数码下载 | HAFTWCD0406        | [ 163 ] |
| 2019年3月14日 | 6层LP          | HAFTW028029030-SET | [ 164 ] |
| 2019年4月7日  | 6层LP          | HAFTW028029030-SET | [ 165 ] |
| 2021年2月25日 | 6层LP          | HAFTW028029030-SET | [ 166 ] |
| 2021年5月28日 | 6层LP          | HAFTW028029030-SET | [ 167 ] |
| 2022年3月17日 | 6层LP          | HAFTW028029030-SET | [ 168 ] |
| 2022年4月4日  | 6层LP          | HAFTW028029030-SET | [ 169 ] |

## 外部鏈結
- 时间尽头的每一角落在Allmusic上的頁面
- 时间尽头的每一角落在Allmusic上的頁面
- MusicBrainz上的Everywhere at the End of Time
- Everywhere at the End of Time （页面存档备份，存于）在Discogs上的頁面
- #EverywhereAtTheEndOfTime （页面存档备份，存于）在TikTok上的頁面